# Episodi di Hai paura del buio? (sesta stagione)
La sesta stagione della serie televisiva Hai paura del buio? è composta da 13 episodi, andati in onda in Canada e negli Stati Uniti dal 27 febbraio al 15 maggio 1999 su YTV e Nickelodeon e in Italia su RaiUno.
| nº | Titolo originale                  | Titolo italiano | Prima TV originale | Prima TV Italia |
| -- | --------------------------------- | --------------- | ------------------ | --------------- |
| 1  | The Tale of the Forever Game      |                 | 6 febbraio 1999    |                 |
| 2  | The Tale of the Misfortune Cookie |                 | 13 febbraio 1999   |                 |
| 3  | The Tale of the Virtual Pets      |                 | 20 febbraio 1999   |                 |
| 4  | The Tale of the Zombie Dice       |                 | 27 febbraio 1999   |                 |
| 5  | The Tale of the Gruesome Gourmets |                 | 13 marzo 1999      |                 |
| 6  | The Tale of Jake the Snake        |                 | 20 marzo 1999      |                 |
| 7  | The Tale of the Hunted            |                 | 27 marzo 1999      |                 |
| 8  | The Tale of the Wisdom Glass      |                 | 3 aprile 1999      |                 |
| 9  | The Tale of the Walking Shadow    |                 | 10 aprile 1999     |                 |
| 10 | The Tale of Oblivion              |                 | 17 aprile 1999     |                 |
| 11 | The Tale of Vampire Town          |                 | 24 aprile 1999     |                 |
| 12 | The Tale of the Secret Admirer    |                 | 8 maggio 1999      |                 |
| 13 | The Tale of Bigfoot Ridge         |                 | 15 maggio 1999     |                 |

## The Tale of the Forever Game
- Titolo originale: The Tale of the Forever Game
- Diretto da: Iain Paterson
- Scritto da: Mark David Perry

## The Tale of the Misfortune Cookie
- Titolo originale: The Tale of the Misfortune Cookie
- Diretto da: Adam Weissman
- Scritto da: Mark David Perry

## The Tale of the Virtual Pets
- Titolo originale: The Tale of the Virtual Pets
- Diretto da: Iain Paterson
- Scritto da: Alice Eve Cohen

## The Tale of the Zombie Dice
- Titolo originale: The Tale of the Zombie Dice
- Diretto da: Adam Weissman
- Scritto da: Maggie Leigh

## The Tale of the Gruesome Gourmets
- Titolo originale: The Tale of the Gruesome Gourmets
- Diretto da: Lorette Leblanc
- Scritto da: Michael Koegel

## The Tale of Jake the Snake
- Titolo originale: The Tale of Jake the Snake
- Diretto da: Mark Soulard
- Scritto da: Alan Kingsberg

## The Tale of the Hunted
- Titolo originale: The Tale of the Hunted
- Diretto da: Lorette Leblanc
- Scritto da: Gaylen James

## The Tale of the Wisdom Glass
- Titolo originale: The Tale of the Wisdom Glass
- Diretto da: Jacques Laberge
- Scritto da: Mark David Perry

## The Tale of the Walking Shadow
- Titolo originale: The Tale of the Walking Shadow
- Diretto da: Lorette Leblanc
- Scritto da: Matthew Cope

## The Tale of Oblivion
- Titolo originale: The Tale of Oblivion
- Diretto da: Jim Donovan
- Scritto da: James Morris

## The Tale of Vampire Town
- Titolo originale: The Tale of Vampire Town
- Diretto da: Mark Soulard
- Scritto da: Alison Lea Bingeman

## The Tale of the Secret Admirer
- Titolo originale: The Tale of the Secret Admirer
- Diretto da: Mark Soulard
- Scritto da: Eric Weiner

## The Tale of Bigfoot Ridge
- Titolo originale: The Tale of Bigfoot Ridge
- Diretto da: Lorette Leblanc
- Scritto da: Randy Holland